# (8707) Arakihiroshi
(8707) Arakihiroshi – planetoida z pasa głównego asteroid okrążająca Słońce w ciągu 3 lat i 237 dni w średniej odległości 2,37 au. Została odkryta 12 lutego 1994 roku w obserwatorium astronomicznym w Ōizumi przez Takao Kobayashiego. Nazwa planetoidy pochodzi od Hiroshiego Araki (ur. 1935), japońskiego astronoma amatora. Przed nadaniem nazwy planetoida nosiła oznaczenie tymczasowe (8707) 1994 CE2.